# Valiergues
Valiergues è un comune francese di 147 abitanti situato nel dipartimento della Corrèze nella regione della Nuova Aquitania.

## Società

### Evoluzione demografica
Abitanti censiti